# Шмагі Болквадзе
Шмагі Болквадзе (груз. შმაგი ბოლქვაძე; нар. 26 липня 1994, Хуло, Аджарія) — грузинський борець греко-римського стилю, бронзовий призер чемпіонату Європи, срібний призер Європейських ігор, бронзовий призер Олімпійських ігор.

## Біографія

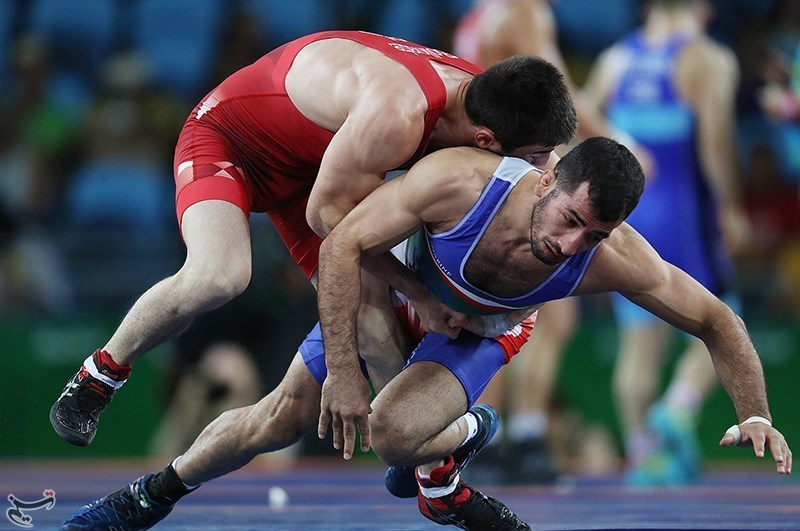
Шмагі Болквадзе (у червоному трико) в поєдинку проти Оміда Норузі з Ірану на літніх Олімпійських іграх 2016 року в Ріо-де-Жанейро.

Боротьбою почав займатися з 2000 року. У 2009 році був віце-чемпіоном Європи серед кадетів, у 2011 — бронзовий призер континентальної першості серед кадетів. У 2013 став віце-чемпіоном світу серед юніорів. У 2014 — став чемпіоном світової юніорської першості. Того ж року завоював бронзову медаль на чемпіонаті Європи серед юніорів.
Перші серйозні успіхи на дорослому рівні прийшли у 2016 році. Спочатку у березні Шмагі Болквадзе завоював бронзову нагороду європейського чемпіонату в Ризі, а через п'ять місяців у Ріо-де-Жанейро завоював свою першу олімпійську нагороду — теж бронзову. На тому турнірі грузинський спортсмен спочатку здолав Теро Вялімякі з Фінляндії, а потім у чвкртьфіналі виграв у діючого на той момент олімпійського чемпіона Оміда Норузі з Ірану. У півфіналі Шмагі Болквадзе був зупинений майбутнім чемпіоном цього турніру Давором Штефанеком із Сербії. Однак у сутичці за третє місце грузинський борець зумів перемогти японського спортсмена Томохіро Іноуе. За цей успіх Президент Грузії Георгій Маргвелашвілі нагородив Шмагі Болквадзе та інших грузинських олімпійських призерів орденом Честі. Також він був нагороджений грошовою премією у 68 тисяч ларі і квартирою в Батумі.
Закінчив Грузинський технічний університет у Тбілісі.

## Спортивні результати на міжнародних змаганнях

### Виступи на Олімпіадах
| Змагання                    | Збірна | Вагова категорія                 | Місце  |
| --------------------------- | ------ | -------------------------------- | ------ |
| Літні Олімпійські ігри 2016 | Грузія | греко-римська боротьба, до 66 кг | Бронза |

### Виступи на Чемпіонатах світу
| Змагання                        | Збірна | Вагова категорія                 | Місце |
| ------------------------------- | ------ | -------------------------------- | ----- |
| Чемпіонат світу з боротьби 2015 | Грузія | греко-римська боротьба, до 66 кг | 7     |
| Чемпіонат світу з боротьби 2017 | Грузія | греко-римська боротьба, до 71 кг | 25    |
| Чемпіонат світу з боротьби 2018 | Грузія | греко-римська боротьба, до 67 кг | 14    |
| Чемпіонат світу з боротьби 2019 | Грузія | греко-римська боротьба, до 67 кг | 21    |
| Чемпіонат світу з боротьби 2021 | Грузія | греко-римська боротьба, до 72 кг | 18    |
| Чемпіонат світу з боротьби 2022 | Грузія | греко-римська боротьба, до 72 кг | 13    |

### Виступи на Чемпіонатах Європи
| Змагання                         | Збірна | Вагова категорія                 | Місце  |
| -------------------------------- | ------ | -------------------------------- | ------ |
| Чемпіонат Європи з боротьби 2016 | Грузія | греко-римська боротьба, до 66 кг | Бронза |
| Чемпіонат Європи з боротьби 2018 | Грузія | греко-римська боротьба, до 67 кг | Срібло |
| Чемпіонат Європи з боротьби 2021 | Грузія | греко-римська боротьба, до 72 кг | Золото |
| Чемпіонат Європи з боротьби 2022 | Грузія | греко-римська боротьба, до 72 кг | Срібло |

### Виступи на Європейських іграх
| Змагання              | Збірна | Вагова категорія                 | Місце  |
| --------------------- | ------ | -------------------------------- | ------ |
| Європейські ігри 2019 | Грузія | греко-римська боротьба, до 67 кг | Срібло |

### Виступи на інших змаганнях
| Змагання                                                       | Збірна | Вагова категорія                 | Місце  |
| -------------------------------------------------------------- | ------ | -------------------------------- | ------ |
| Турнір Вехбі Емре і Гаміта Каплана 2015                        | Грузія | греко-римська боротьба, до 66 кг | Бронза |
| Кубок Президента Казахстану з боротьби 2015                    | Грузія | греко-римська боротьба, до 66 кг | 4      |
| Турнір Вехбі Емре і Гаміта Каплана 2016                        | Грузія | греко-римська боротьба, до 71 кг | Срібло |
| Олімпійський кваліфікаційний турнір з боротьби 2016 (Зренянин) | Грузія | греко-римська боротьба, до 66 кг | Срібло |
| Гран-прі Німеччини з боротьби 2016                             | Грузія | греко-римська боротьба, до 71 кг | 5      |
| Кубок Європейських націй з боротьби 2016                       | Грузія | команда                          | 4      |
| Золотий Гран-прі з боротьби 2016                               | Грузія | греко-римська боротьба, до 66 кг | Срібло |
| Турнір Г. Картозія і В. Балавадзе 2017                         | Грузія | греко-римська боротьба, до 71 кг | Золото |
| Кубок Владислава Пітласинські 2017                             | Грузія | греко-римська боротьба, до 71 кг | Бронза |
| Меморіал Болата Турлиханова 2017                               | Грузія | греко-римська боротьба, до 75 кг | Бронза |
| Київський Міжнародний турнір з боротьби 2018                   | Грузія | греко-римська боротьба, до 72 кг | Золото |
| Турнір Вехбі Емре і Гаміта Каплана 2018                        | Грузія | греко-римська боротьба, до 72 кг | 5      |
| Меморіал Олега Караваєва 2018                                  | Грузія | греко-римська боротьба, до 72 кг | Срібло |
| Клубний чемпіонат світу з боротьби 2018                        | Грузія | команда                          | Бронза |
| Гран-прі Загреба з боротьби 2019                               | Грузія | греко-римська боротьба, до 72 кг | 19     |
| Гран-прі Угорщини з боротьби 2019                              | Грузія | греко-римська боротьба, до 72 кг | Золото |
| Кубок Владислава Пітласинські 2019                             | Грузія | греко-римська боротьба, до 72 кг | Бронза |
| Київський Міжнародний турнір з боротьби 2021                   | Грузія | греко-римська боротьба, до 72 кг | Срібло |
| Турнір Дана Колова — Николи Петрова 2022                       | Грузія | греко-римська боротьба, до 72 кг | Бронза |
| Гран-прі Іспанії з боротьби 2022                               | Грузія | греко-римська боротьба, до 77 кг | Срібло |
| Меморіал Імре Поляка та Яноша Варги 2024                       | Грузія | греко-римська боротьба, до 72 кг | 5      |

### Виступи на змаганнях молодших вікових груп
| Змагання                                       | Збірна | Вагова категорія                 | Місце  |
| ---------------------------------------------- | ------ | -------------------------------- | ------ |
| Чемпіонат Європи з боротьби серед кадетів 2009 | Грузія | греко-римська боротьба, до 42 кг | Срібло |
| Чемпіонат Європи з боротьби серед кадетів 2010 | Грузія | греко-римська боротьба, до 50 кг | 12     |
| Чемпіонат Європи з боротьби серед кадетів 2011 | Грузія | греко-римська боротьба, до 58 кг | Бронза |
| Чемпіонат світу з боротьби серед кадетів 2011  | Грузія | греко-римська боротьба, до 58 кг | 5      |
| Кубок Фрейденфельдса серед юніорів 2013        | Грузія | греко-римська боротьба, до 66 кг | Бронза |
| Чемпіонат світу з боротьби серед юніорів 2013  | Грузія | греко-римська боротьба, до 66 кг | Срібло |
| Чемпіонат Європи з боротьби серед юніорів 2014 | Грузія | греко-римська боротьба, до 66 кг | Бронза |
| Чемпіонат світу з боротьби серед юніорів 2014  | Грузія | греко-римська боротьба, до 66 кг | Золото |
| Чемпіонат світу з боротьби серед молоді 2017   | Грузія | греко-римська боротьба, до 66 кг | Золото |